# 伊達佳内子
伊達 佳内子（だて かなこ、1996年9月17日 - ）は、日本のパブリックスピーカー、モデル。亘理伊達家の直系の血筋。2018年度『ミス・ワールド』日本代表。第68回『ミス・ワールド世界大会』トップタレント部門での日本人初の優勝者。6ヶ国語を話すマルチリンガル。

## 略歴
1996年9月17日 - 東京都渋谷区広尾に生まれる。幼稚園から高等学校までの14年間を学習院にて学ぶ。
2005年9月19日 - 『平成17年度 全国吟詠コンクール決勝大会』幼年の部で優勝。
2014年9月16日 - 『平成26年度 全国吟詠コンクール決勝大会』少年の部で3位。
2015年 - 慶應義塾大学法学部政治学科に入学。同年、第67回『日米学生会議』に参加。国際学生会議Youth Forum Japanの委員長を2年次と3年次の2年連続で務める。大学4年生の在学中、自身の社会貢献活動の幅を広げることを目的に、"Beauty With a Purpose"を理念に掲げる『ミス・ワールド』の日本代表選考に応募する。
2016年3月20日 - 『平成28年岳精流日本吟院 全国吟詠コンクール大会』青年の部で優勝。
2018年8月28日 - 『ミス・ワールド2018日本代表』に選出される。
2018年11月10日～12月8日 - 中国・三亜市にて開催された『ミス・ワールド2018世界大会』に出場し、主要4部門の一つトップタレント部門で1位に輝き、トップモデル部門と社会貢献部門でも入賞した。総合TOP30に入賞。
2019年3月 - 慶應義塾大学を卒業。
2019年3月27日 - マカオで開催された国際会議『Melco Women's Forum』にてパネルディスカッションで女性のエンパワーメントにおける公私両面での体験について、マカオ政府観光局局長、メルコリゾーツ独立非常勤取締役の真正カルナおよびドミニク・ミエルらとともに語った。
2019年7月 - ユネスコ親善大使に招聘され、大使公邸にてオペラのアリアを演奏した。
2021年7月 - 『ミス・ユニバース2007』優勝者である森理世とともに、世界五大ミスコンテスト歴代日本代表の有志による社会貢献活動団体『5 Crowns Japan』を設立し、同団体の副会長に就任。
2021年10月10日 - 5 Crowns Japan主催『伊達佳内子 ソプラノチャリティーリサイタル』をすみだトリフォニーホールにて開催。
2022年4月 - 早稲田大学大学院経営管理研究科に入学。
2022年9月24日 - 国際連合大学にて、外務省が後援して初開催される全国高校生プレゼンテーションキャンプ『GEM Talks』で司会を務める。

## 人物

### エピソード
亘理伊達家の直系の家系。曾祖父廉夫は光泰系加藤氏から亘理伊達家に婿入りしたため、血統上は加藤光泰の男系子孫である。亘理伊達家は伊達宗家第17代当主政宗の血統のため、政宗の子孫でもある。
ミス・ワールド日本代表に選ばれたときの記者会見では、記者からの「伊達政宗公は何と言ってくれていますか？」との質問に「よくやった、と言ってくれていると思います。」と語っており、「負けず嫌いで眉毛が太いとこが伊達政宗に似ている。」とも話した。
祖父より教わった家訓の一つは「利他の心を持つべし」。
社会貢献活動を始めたきっかけは、高校時代に「トップ30高校生」に選ばれて清華大学への派遣留学したことであった。貧困と経済的不平等の問題に興味を持ち、バングラデシュの村落の子供を支援するプロジェクトに参画するなどの活動を始めた。ミス・ワールド日本代表任期中は自身の"Beauty With a Purpose"の一環として厚生労働省の感染症予防活動イベント等に登壇するほか、昭憲皇太后基金に関わるチャリティー活動などにも携わった。

### 趣味・特技
英語（TOEIC940点）、フランス語、イタリア語、中国語、韓国語等の6ヶ国語を話すことができるマルチリンガル。大学時代は国際ニュースの翻訳を担当していた。
幼少期より母方の祖母の影響で詩吟を学び始め、2005年9月19日に行われた日本吟剣詩舞振興会主催『平成17年度 全国吟詠コンクール決勝大会』幼年の部で優勝。2014年9月16日に行われた『平成26年度 全国吟詠コンクール決勝大会』少年の部で３位。2016年3月20日に行われた『平成28年岳精流日本吟院 全国吟詠コンクール大会』青年の部で優勝。
特技は日本舞踊、琴、弓道、スキー（スキーバッジテスト3級認定）、水泳（大学時代は日本泳法クラブチーム所属選手）。